# شارون ريس
شارون ريس (بالإنجليزية: Sharon Riis)‏ (1947، لونغفيو في كندا)؛ كاتبة سيناريو وروائية كندية.

## روابط خارجية
- شارون ريس على موقع IMDb (الإنجليزية)
- شارون ريس على موقع قاعدة بيانات الفيلم (الإنجليزية)